# Ministerio de Hacienda (España)
El Ministerio de Hacienda (MH) de España es el departamento de la Administración General del Estado encargado de la propuesta y ejecución de la política del Gobierno de la Nación en materia de hacienda pública, de presupuestos y de gastos y de empresas públicas, además del resto de competencias y atribuciones que le confiere el ordenamiento jurídico.
Igualmente es competencia de este Ministerio la aplicación y gestión de los sistemas de financiación autonómica y local y la provisión de información sobre la actividad económico-financiera de las distintas administraciones públicas, así como la estrategia, coordinación y normativa en materia de contratación pública.
El Ministerio de Hacienda es uno de los primeros ministerios en crearse en España, siendo fundado en 1714 bajo la denominación de Veeduría General. Desde 2018, su titular es María Jesús Montero.
Tiene su sede central en la ciudad de Madrid, en un palacio del siglo XVIII conocido como la Real Casa de la Aduana por ser este su uso original. Ocupa este inmueble desde 1846, aunque numerosos servicios del ramo están sitos en otras ubicaciones de la capital española.

## Historia

### Antecedentes
Antes de la llegada de la dinastía de los Borbones a España y la progresiva centralización de la Hacienda pública, en la Corona española convivían numerosos organismos que tenían competencias sobre el tesoro real.

#### Castilla

La Monarquía Española fue, hasta el, una monarquía compuesta. En Castilla, salvo en las provincias vascas y Navarra, que tenían fueros especiales, la Hacienda era común. En Aragón cada reino que componía la Corona poseía su propia Hacienda e instituciones.

En la Corona de Castilla, a partir del siglo XV las finanzas eran gestionadas por la Contaduría Mayor de Hacienda, compuesta por contadores mayores y menores. Las Cortes de Madrigal de 1476 establecieron dos Contadurías mayores y durante el reinado de los Reyes Católicos había cuatro contadores mayores, dos por cada Contaduría. Sin embargo, las deficiencias del sistema tributario castellano así como los conflictos con las grandes ciudades con derecho a voto en Cortes hicieron que se creara por el rey Carlos I el Consejo de Hacienda entre 1523 y 1525, como un supremo órgano encargado de corregir estos problemas y dirimir disputas hacendísticas.
Este Consejo, altamente ineficiente en sus inicios, acabará asumiendo el control de la política económica y financiera a partir de 1593, cuando unas nuevas Ordenanzas le dieron jurisdicción propia e integraron a los Contadores mayores en su seno. Eso sí, hasta la llegada de los Borbones, la capacidad impositiva de la Corona seguiría limitada a la voluntad de las Cortes, que seguían teniendo un papel importante en la aprobación de nuevos tributos.
Por último, a partir de 1687 además de la Contaduría Mayor y del Consejo de Hacienda, también existió el cargo de Superintendente general de Hacienda, una suerte de ministro de Hacienda que supervisaba la Hacienda real.

#### Aragón, Navarra y provincias vascas
En la Corona de Aragón y sus reinos, además de diferentes impuestos, también existían instituciones hacendísticas propias, tales como las Diputaciones Generales, los Bayles generales y el Maestre racional. Además, cabe destacar que los reinos aragoneses rara vez tenían instituciones comunes, y no será hasta los Reyes Católicos que aparecen algunas,
En cuanto al Reino de Navarra y las tres provincias vascas (Álava, Guipúzcoa y Vizcaya), unos y otros tenían de igual forma instituciones propias (como la Diputación del Reino de Navarra o las Juntas Generales) que, a diferencia de las aragonesas, se conservaron más allá del siglo XVIII por su lealtad al nuevo monarca durante la guerra de sucesión. Hay que entender también, que estos territorios estaban incorporados a la Corona de Castilla, y no formaban una entidad separada, si bien conservaban, por sus especiales características y trato con la Corona, instituciones y privilegios propios. Esto suponía que, si el rey necesitaba recursos de estos territorios del norte de la Península, debía solicitarlos a cada una de sus Cortes propias, en un procedimiento similar al que se llevaba a cabo ante las Cortes de Castilla.

### Guerra de Sucesión
Tras la guerra de sucesión que consolidó a Felipe V en el trono español, este aprobó una serie de decretos, llamados de Nueva Planta, que, como castigo, suprimieron las instituciones propias de los reinos de la Corona de Aragón y sus competencias fueron asumidas por las instituciones castellanas, a saber: Consejo de Hacienda, Contaduría Mayor de Hacienda y Superintendencia General de Hacienda.
Las primeras medidas del monarca fueron instaurar en España un sistema similar al francés, con un gabinete de ministros y departamentos administrativos para cada ramo de gobierno. En 1705 dividió la Secretaría del Despacho Universal en dos, una que se encargaba de los asuntos de Guerra y Hacienda y otra «para todo lo demás». Esta división pervivió hasta los últimos momentos de la guerra, cuando el rey especializó aun más el gobierno y creó los cinco ministerios originales de España: Estado, Justicia, Guerra, Marina e Indias y Hacienda. El Departamento de Hacienda no fue denominado inicialmente como Secretaría de Estado y del Despacho como las otras cuatro, sino Veeduría General, aunque actuaba de igual forma y, además, se establecía la existencia de un Intendente Universal de la Veeduría General que formaba parte del gabinete (lo que hoy conocemos como ministro de Hacienda). Jean Orry fue nombrado veedor general.

### La búsqueda de una Hacienda estable
La creación de las secretarías de Estado y del Despacho supuso la progresiva pérdida de importancia de los Consejos y el ramo de Hacienda desapareció casi al instante. Entre 1716 y 1717 el rey suprimió la Veeduría General y transfirió a la Secretaría de Justicia los asuntos de la Hacienda pública. Sin embargo, esta situación durará igualmente poco, pues en diciembre de 1720 los negocios de Hacienda vuelven a cobrar autonomía con Juan de Dios y Río González, marqués de Campoflorido, al frente de la cartera.
Ahora sí, se abre una nueva etapa para los asuntos hacendísticos, pues se crea propiamente una Secretaría de Estado y del Despacho de Hacienda que se mantendrá hasta nuestros días.
Durante el reinado de Fernando VI se inició un largo proceso de recuperación de la administración directa de las principales rentas e impuestos, reconstituyéndose el patrimonio de la Hacienda pública. Asimismo, al final de su reinado, entre 1754 y 1755, se llevaron a cabo una serie de reformas administrativas que buscaban clarificar la normativa de la administración y que establecieron cuáles eran las funciones concretas de cada ministerio. Así, por Real Decreto de 16 de agosto de 1754, se estableció que eran negocios propios de la Secretaría de Hacienda los siguientes:

«todos los asuntos pertenecientes a mis Rentas, a los Maestrazgos, a las tres gracias de Cruzada, Subsidio y Excusado; a las enajenaciones de la Corona e incorporaciones a ella; a la Regalía de la casa de Aposento; al comercio y fábricas; a las gracias llamadas al sacar, que consulta la Cámara; y a todos los demás efectos y derechos de mi Real Hacienda; y por consecuencia las consultas y representaciones que sobre su recaudación e incidencias hicieren los Consejos, Tribunales y demás ministros de dentro y fuera de la Corte: que todos los sueldos, sobre-sueldos y pensiones que yo concediere por cualquier vía, y no se hallen comprendidos en los reglamentos que tengo aprobados, se han de comunicar por su mano a la Tesorería mayor, pasándosele para este fin de las demás Secretarías los avisos correspondientes; practicándose lo mismo para la satisfacción de los gastos de las clases de ellas, y apronto del dinero que se requiera para armamentos de mar y tierra: que los sueldos, sobre-sueldos, pensiones y ayuda de costa que concediere a los individuos de mis Casas, Caballerizas Reales, y los empleos supernumerarios no comprendidos en reglamento, se han de despachar por la vía de Hacienda, e igualmente las aprobaciones de los gastos de estas clases; como asimismo las plazas de ministros togados y de capa y espada, Contadores generales, y Secretarios del Consejo de Hacienda y Tribunal de la Contaduría mayor, y de las Juntas de Comercio y Tabaco, y sus empleos subalternos; las elecciones de los ministros que se ocupen en la recaudación de las tres gracias de Cruzada, Subsidio y Excusado, y de las Mesas Maestrales, en que se comprende la Contaduría general de Órdenes; los empleos de mis Tesoreros mayores, directores de Rentas administradores generales de Tabaco, y sus Contadurías respectivas: que en la elección de Intendentes para Ejército en campaña, que se me han de proponer por la vía de Guerra, ha de concurrir su acuerdo con el Secretario de ella: que los Intendentes de Ejército y Provincia, y Corregidores de las capitales de ellas, se me han de proponer por la vía de Hacienda de acuerdo con la de Guerra: que los Intendentes de solo Provincias, y Corregidores de las capitales de ellas, se me han de proponer por la vía de Hacienda, del mismo modo que todas las Contadurías y Tesorerías de Ejército y Provincia, y aun las de campaña: que los caudales de Indias, una vez que se haga cargo de ellos el Depositario que hay en Cádiz, han de estar sujetos a su manejo: que si se ofreciere en la Secretaría del Despacho de Hacienda hacer algún encargo de mi servicio a mis ministros que residen en las Cortes extranjeras, se ha de pasar a la vía de Estado el aviso correspondiente, a fin de que por ellas se les den las órdenes que se requieren. Y finalmente, que siendo justo y regular que yo haga gracias de todos géneros por cualquiera de las Secretarías del Despacho, dé aviso el Secretario, por cuya mano las concediere, a la Secretaría a quien corresponde la expedición de las órdenes para su cumplimiento.»
D. Fernando VI, en Buen Retiro.

El decreto de 1754 implicó la creación de una maquinaria burocrática fuerte. La Secretaría de Estado, como órgano director, coexistía con los organismos heredados de la monarquía austriaca. De todos ellos el que se perfilaba como el segundo en importancia era la Superintendencia General de la Real Hacienda, órgano del que dependía la Dirección de Rentas Generales -órgano que administraba las rentas más productivas de la Corona: los derechos de aduanas y los derivados de los Reales Estancos del Tabaco, de la Sal y del Plomo, entre otros-.
Todos estos organismos mantenían una cierta independencia unos de otros, hasta el punto de que las direcciones generales funcionaban como hoy día lo hacen los organismos autónomos. La subordinación orgánica apenas existía. Los conflictos de competencia que pudieran suscitarse entre Secretaría de Estado y Superintendencia de Hacienda, se resolvían haciendo que el titular de ambos fuese una misma persona: el Secretario de Estado.
Durante la segunda mitad del siglo XVIII se construyeron numeras edificaciones destinadas a albergar el personal y servicios de la Real Hacienda, destacando la Real Casa de la Aduana de Madrid, que hoy alberga la sede principal del Ministerio de Hacienda.

#### Un solo impuesto

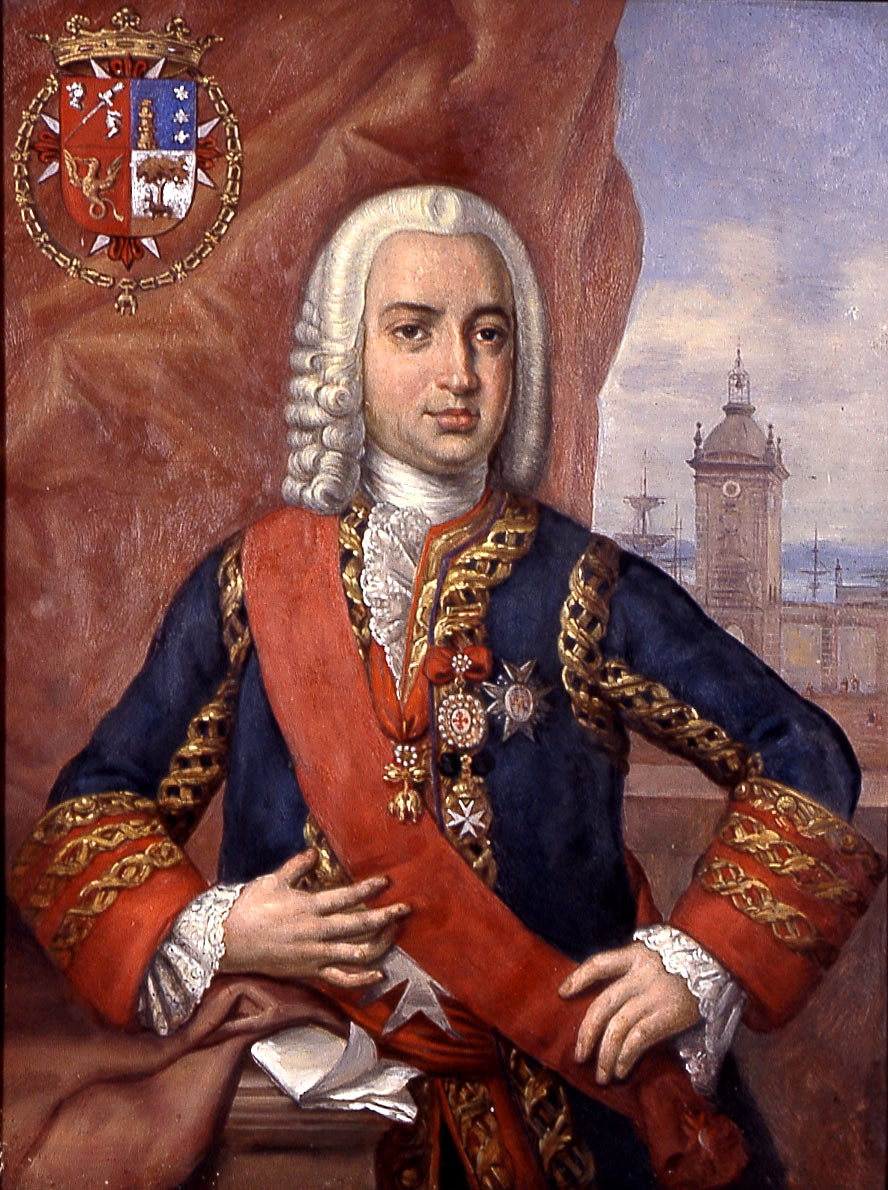
Durante el mandato del marqués de la Ensenada se intentó reformar la Hacienda e imponer un sistema de contribución única, para lo que se hizo el Catastro al que da nombre, pero no prosperó ante el rechazo de la clase privilegiada.

Desde 1754 la Dirección de Rentas Generales se perfiló como el órgano encargado de controlar los principales impuestos y rentas existentes. Fundamentalmente la renta de Aduanas y las provinciales.
Desde el seno de esta Dirección, impulsadas por el marqués de la Ensenada, secretario de Estado de Hacienda, tuvo lugar el levantamiento de un catastro general para Castilla encaminado a reducir los numerosos tributos indirectos y escasas contribuciones directas a un solo impuesto: la única contribución, que ya se había impuesto previamente en los territorios de la antigua Corona de Aragón durante el reinado de Felipe V. Aunque el proyecto fracasó, se asentó todo un programa a seguir por los posteriores titulares de la cartera.

#### Hacienda de Indias
Tres décadas después, en 1787, llegaron nuevos cambios. Por una parte, Floridablanca intentó centralizar el aparato gubernamental creando la Junta Suprema de Estado (una especie de Consejo de Ministros), que posteriormente provocaría su caída tras generarle este órgano numerosos detractores, como el conde de Aranda, firme defensor del régimen polisinodial. Durante esta etapa se generó la práctica de someter, primero a la Junta y tras desaparecer esta al Consejo de Estado, las memorias y proyectos de decreto del secretario de Hacienda.
A la par, se volvieron a reformar los ministerios, dividiendo en dos la Secretaría de Indias y creándose por Real Decreto de 8 de julio de 1787 una Secretaría de Estado y del Despacho de Gracia y Justicia de Indias y una Secretaría de Estado y del Despacho de Guerra, Hacienda, Comercio y Navegación de Indias. A pesar de la intención, esta reforma no pudo solucionar los problemas que intentaba remediar. Esto, sumado a la crisis económica que se gestó durante el reinado de Carlos IV, agravada por la inestabilidad política europea surgida a raíz de la Revolución francesa, provocó que por Real Decreto de 25 de abril de 1790 se volviera a la ya clásica división en cinco Secretarías del Estado y del Despacho (Estado, Guerra, Marina, Hacienda y Gracia y Justicia), cada una de las cuales se repartió los asuntos correspondientes a las Indias. Los asuntos de la fiscalidad americana son incorporados a la de Hacienda y existe desde ese momento y hasta 1836, salvo en períodos concretos, dos áreas hacendísticas dentro del mismo Departamento: España e Indias.

#### Conflictos bélicos y reformas liberales
En 1793 comenzó para España un periodo de conflictividad bélica que no se verá frenado hasta 1845. Su impacto en el sistema financiero de la Corona fue inmediato y catastrófico, agravado por la independencia de las posesiones americanas. Su prolongación en el tiempo llegará hasta finales del siglo XIX. La falta de recursos implicó el crecimiento de la Deuda pública y de la adopción de diferentes medidas para sufragarla:
- Emisión de vales reales.
- Consolidación de la deuda pública bajo el reinado de Fernando VII para evitar la bancarrota.
- Utilización de un recurso extraordinario como es el empréstito, como medio habitual de obtener crédito.
- Establecimiento de una política crediticia y fiduciaria que respaldase a la Hacienda pública que culmina en la constitución del Banco de España.
- Comienzo de una política desamortizadora que arranca desde el mismo reinado de Carlos IV, que culminará en 1835 bajo el Ministerio Mendizábal, y que tendrá su epigonismo en la adoptada por Madoz veinte años más tarde.
- Consolidación de la Deuda y adopción de un sistema presupuestario para controlar el déficit, inspirado por Martín de Garay y consolidado a partir de López Ballesteros en 1827.

Por otra parte, entre mayo y junio de 1821 se desarrolló en las Cortes la discusión sobre el proyecto de un «Sistema General de Hacienda» o, simplemente, «Plan de Hacienda», que había redactado una comisión especial constituida al efecto en 1820. Este plan proponía una profunda reorganización de la Hacienda pública, dividiendo los impuestos (contribuciones) entre directos e indirectos, así como prevía la continuidad de impuestos especiales sobre registro, papel sellado, las rentas de los monopolios (como el tabaco, la sal o correos postales, entre otros). También hacía propuestas sobre como repartir los recursos entre las diferentes administraciones y una reorganización de los servicios centrales del Ministerio de Hacienda, que los dividía en direcciones generales, algo novedoso en la Administración española. Si bien el proyecto preveía cinco (de contribuciones directas; de impuestos indirectos y efectos estancados; de aduanas y resguardos; de papel sellado y derecho de registro; y de la renta de correos, portazgos y loterías) las Cortes solo aprobaron cuatro, que fueron las de Contribuciones Directas, de Contribuciones Indirectas, de Aduanas y Resguardos y de Registro, Bulas y Papel Sellado, pues los legisladores consideraron con los ramos de correos y de loterías debían permanecer independientes.
Tras el fin del Trienio Liberal, el 3 de julio de 1824 el entonces ministro Luis López Ballesteros aprobó una instrucción general en la que reorganizaba la Real Hacienda y confiaba la recaudación de los impuestos a una Dirección General de Rentas, órgano colegiado formado por cuatro direcciones generales unipersonales (de Aduanas y Resguardos, de Rentas Provinciales y Decimales, de Rentas Estancadas, y de Rentas y Arbitrios de Amortización), y la custodia y distribución de lo recaudado a la Dirección General del Real Tesoro (nueva denominación que adquirió la Tesorería General del Reino), al tiempo que se mantenían las contadurías general de Valores y de Distribución como órganos de contabilidad, fiscalización e intervención. Asimismo, junto a estas había otros direcciones especiales (loterías, propios y arbitrios, liquidación de la deuda, caja de amortización...). En 1834 se crea la Subsecretaría del Departamento y se suprime el Consejo del Hacienda, repartiéndose sus competencias de gobierno y de jurisdicción entre el Ministerio y el Tribunal Supremo de Hacienda.
En 1836, se disuelven las oficinas encargadas de la Hacienda de Indias. Asimismo, las desamortizaciones de esta época centran la atención del Gobierno en los bienes nacionales, creándose organismos para su gestión y enajenación, ántecedentes de la actual Dirección General del Patrimonio del Estado.

#### Reforma tributaria
El imparable proceso constitucionalista que tiene lugar durante el reinado de Isabel II necesitó imperiosamente de una Hacienda pública saneada como instrumento básico para crear riqueza y dotar de estabilidad política a la ascendente burguesía. Con el ascenso al poder del partido moderado tuvo lugar la reforma tributaria de 1845, debida al decidido empuje personal del ministro Alejandro Mon.

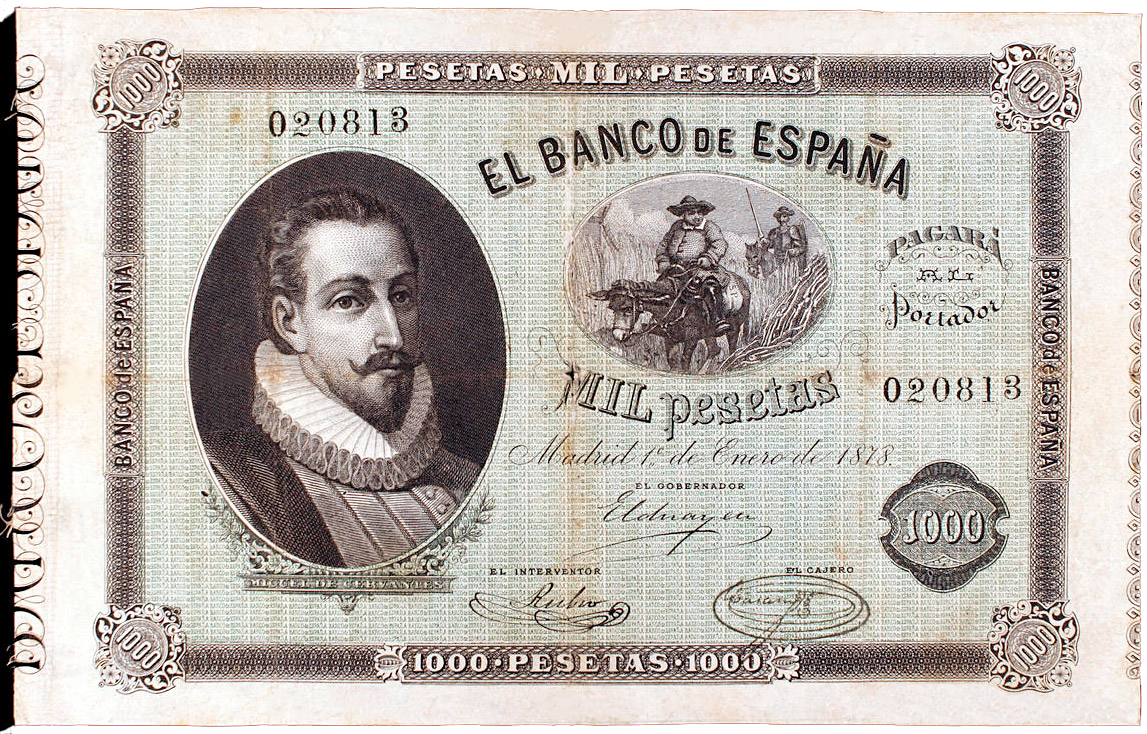
Durante el reinado de Isabell II empieza a cobrar importancia la peseta, pero no será hasta su derrocamiento que el Gobierno provisional la hará de curso legal.

La reforma tributaria supuso el final del complejo sistema tributario del Antiguo Régimen mediante una fuerte simplificación que por vez primera daba importancia a los impuestos directos y reducía los indirectos.
La reforma de Mon implicó una nueva estructura orgánica, para adaptar su maquinaria a las nuevas circunstancias. También supuso el traslado del Departamento a su actual sede: el edificio de la Real Casa de la Aduana. Esto responde a la necesidad de centralizar y agrupar tanto a la Subsecretaría como a las direcciones generales de Rentas y del Tesoro que, como se ha señalado antes, gozaban de un alto grado de autonomía respecto de aquella.
Si Mon es el instaurador de una Hacienda contemporánea desde el punto de vista de la técnica y el derecho fiscal, Bravo Murillo, titular de Hacienda en 1849 y en 1850, lo fue de la Hacienda como pilar fundamental de la Administración General del Estado.
Otro ministro importante de esta época fue Juan Bravo Murillo. Durante su mandato, además de consolidarse el término «ministerio» para sustituir al clásico «Secretaría de Estado y del Despacho», se aprobó la Ley de Contabilidad de 1850 y reforzó la autoridad del ministro sobre los directores generales. Con él se consagraron como órganos clásicos de la Hacienda Pública, las direcciones generales de Impuestos Directos e Indirectos, de Contabilidad —precedente de la actual Intervención General de la Administración del Estado—, de la Deuda y también de lo Contencioso.
Además de eso Bravo Murillo también impulsó la creación de la Caja General de Depósitos, instrumento diseñado inicialmente para librar al Estado de la dependencia de los bancos a la hora de conseguir nuevos empréstitos. Pero al final no surtió los efectos esperados.
Bajo su ministerio se contemplaron todos los aspectos necesarios para la correcta administración y defensa de los recursos fiscales de la nación. Las reformas orgánicas y burocráticas de Bravo Murillo perduraron prácticamente en lo que restaba del siglo XIX. Sin embargo, su labor no fue tan exitosa en lo organizativo a nivel provincial —entre 1849 y 1881 se privó a la Hacienda provincial de una necesaria autonomía organizativa—, ni en lo estrictamente hacendístico.
El desarrollo del país y la necesidad de sacarlo definitivamente de las crisis financieras que se sucedieron durante el siglo XIX dieron lugar a nuevas reformas económicas y tributarias protagonizadas por los ministros Laureano Figuerola (1869), Navarro Reverter (1895) y Raimundo Fernández Villaverde (1902-1903). Esto, unido a la culminación del proceso codificador en España, influyó en nuevas reformas orgánicas de la Hacienda Pública y en el inicio de la consolidación de una nueva estructura de corte burocrático.

#### Control del presupuesto y del gasto
Entre 1873 y 1878 se institucionalizó la Intervención General de la Administración del Estado (IGAE). En 1881 se creó el Cuerpo de Abogados del Estado coincidiendo con la consagración en el ordenamiento administrativo y jurídico del procedimiento económico-administrativo. En este mismo año se instituyó la Inspección General de la Hacienda Pública, como instrumento de mejora de la gestión económica provincial. El efecto inmediato fue la creación de las Delegaciones de Hacienda para sustituir a las Superintendencias provinciales.
Raimundo Fernández Villaverde fue nombrado ministro de Hacienda en 1899, tras el desastre de la guerra en Cuba y Filipinas, que había supuesto un incremento de la deuda pública de unos 11.500 millones de pesetas. Su labor más urgente fue reducir esa deuda y reformar el cuadro de los ingresos. Para dominar la deuda pública tomó medidas que demoraban el pago y reducían los intereses.
En 1906, con la aprobación de la Ley del Catastro Parcelario, impulsada por el ministro Moret con el auxilio de José Echegaray como presidente de la Junta encargada de redactar el anteproyecto, se avanzará en la consolidación de un sistema de contribuciones directas. En 1911 se aprobó la Ley de Administración y Contabilidad de la Hacienda, eje vertebrador de todo el sistema de control presupuestario y del gasto público.
La estructura administrativa de la época de Fernández Villaverde se mantuvo prácticamente vigente hasta 1957, con una breve supresión del Departamento durante la primera etapa —el Directorio Militar— de la dictadura de Primo de Rivera. Asimismo, durante este periodo, en 1924, se crea el Tribunal Económico-Administrativo Central.
Durante la Guerra Civil (1936–1939), la Hacienda pública se convierte en el instrumento necesario para reunir fondos para ganar el conflicto. El bando republicano creará el Ministerio de Hacienda y Economía en 1937, mientras que el bando nacional creará a partir de 1936 diferentes organismos —servicios nacionales y juntas— a medida que los necesita. Todos ellos se reagrupan en el mismo año de 1936 en la Comisión de Hacienda, que acaba convirtiéndose en 1938 en el Ministerio de Hacienda.
Una vez acabada la contienda, se produce un reajuste de la administración nacional. Los servicios que integraban cada uno de los ministerios recuperan su denominación de dirección general y en el Departamento de Hacienda se restableció la estructura orgánica de 1902-1903.
En 1957, ante la necesidad de terminar con la autarquía económica y dejar atrás una organización burocrática ya obsoleta muy influida por la guerra, se producen importantes cambios en el Ministerio. En ese año se acomete una reforma de la administración que consolida el funcionamiento del Gobierno y la figura de las Secretarías Generales Técnicas.

#### Las reformas durante el «Segundo franquismo»

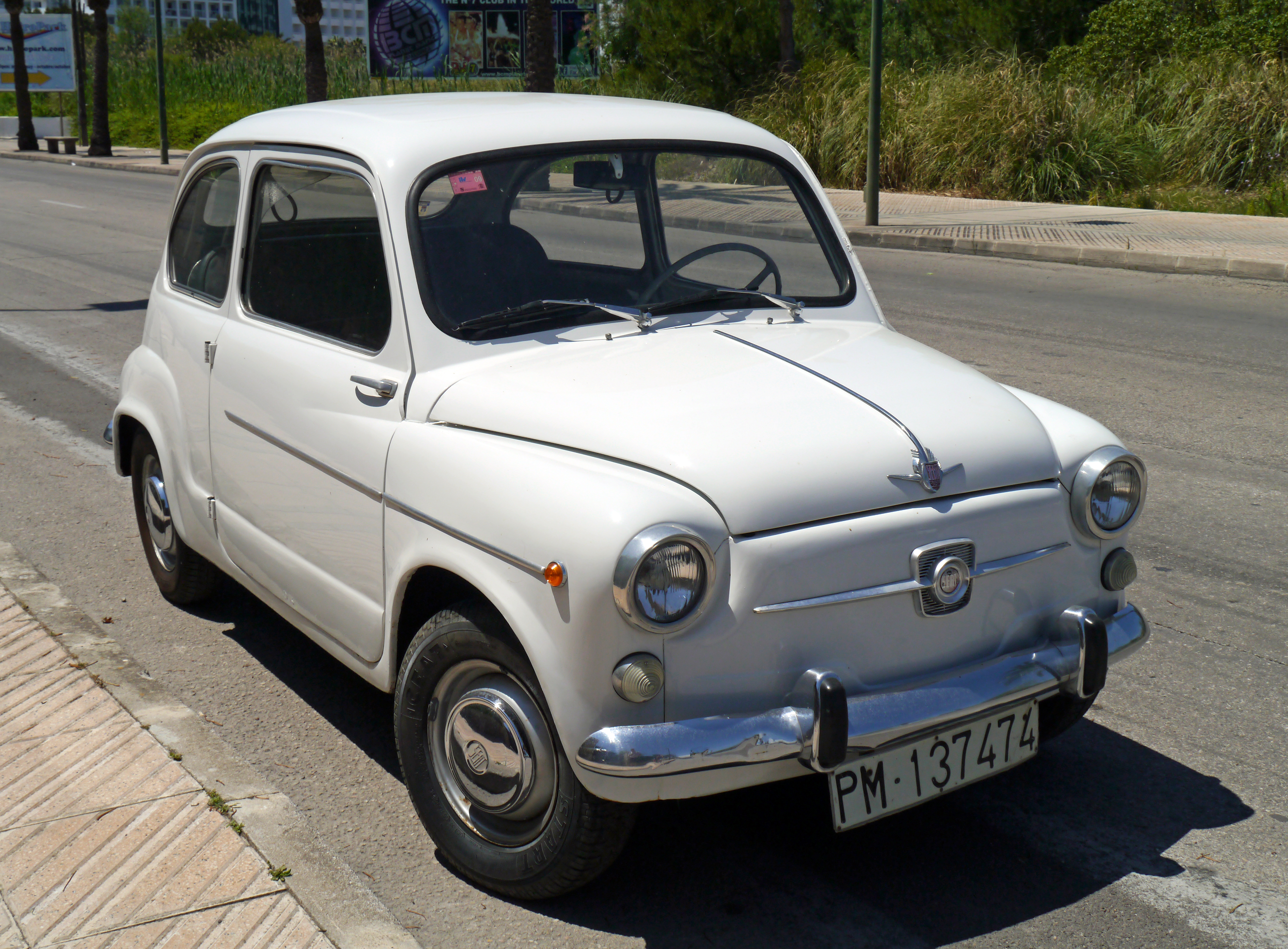
Seat 600, símbolo del desarrollismo en España en los años 60. El Seat 600 también fue el símbolo de la nueva sociedad de consumo de masas y el llamado Milagro económico español (1959-1973).

1957 es también el año de una nueva reforma tributaria que abre el camino para elevar la renta nacional y sacar al país definitivamente de la situación económica que siguió a la Guerra Civil. Se creó en 1959 una Subsecretaría del Tesoro y Gastos Públicos encargada del control de los recursos financieros del Estado y de la confección de los presupuestos. Es el momento en que se introduce la mecanización de procesos en la administración, embrión de la informática tributaria. Se potencian los servicios de estudios y de información fiscal.
Como resultado del Plan de Estabilización impulsado por el ministro Mariano Navarro Rubio, entre 1963 y 1964 culminó el proceso de reforma hacendística con la aprobación de las leyes General Tributaria y de Reforma del Sistema Tributario. Se sistematizaron nuevos impuestos (sobre la renta y sobre el tráfico de empresas). Esto implicó sobre todo una reforma de los cuerpos técnicos de Hacienda con el objeto de especializarlos aún más en el nuevo sistema impositivo. El plan de austeridad económica de 1967 dio lugar a nuevas reformas, simplificándose la estructura del Ministerio al suprimirse la Subsecretaría del Tesoro y Gastos Públicos.
Al igual que ya ocurrió con el régimen de puertos francos (que fue una plasmación legal de los privilegios que tenía el Archipiélago ya desde la época de la Corona de Castilla) establecido para reducir la carga fiscal y revitalizar la economía de las Islas Canarias, lastrada por los efectos perniciosos que tenía la lejanía con la Península, en 1972 se estableció el actual Régimen Económico y Fiscal de Canarias (REFC).

### La Constitución de 1978
Los años 70 significan la tecnificación de la Administración de Hacienda. Entre 1973 y 1976 se ponen los pilares de la Hacienda actual. Los proyectos de reforma tributaria de esos años y la promulgación en 1977 de la Ley General Presupuestaria y de la Ley de Medidas Urgentes de Reforma Fiscal, ampararan a la futura Constitución de 1978.
Los años posteriores a la aprobación de la Constitución, se va perfilando el Ministerio de Hacienda como hoy lo conocemos. Por medio del Real Decreto-ley 22/1982, de 7 de diciembre, sobre medidas Urgentes de Reformas Administrativa, los departamentos de Economía y Hacienda se fusionan, creándose la Secretaría de Estado de Hacienda como órgano central de la Hacienda pública. En 1987 se funda la Dirección General de Costes de Personal.

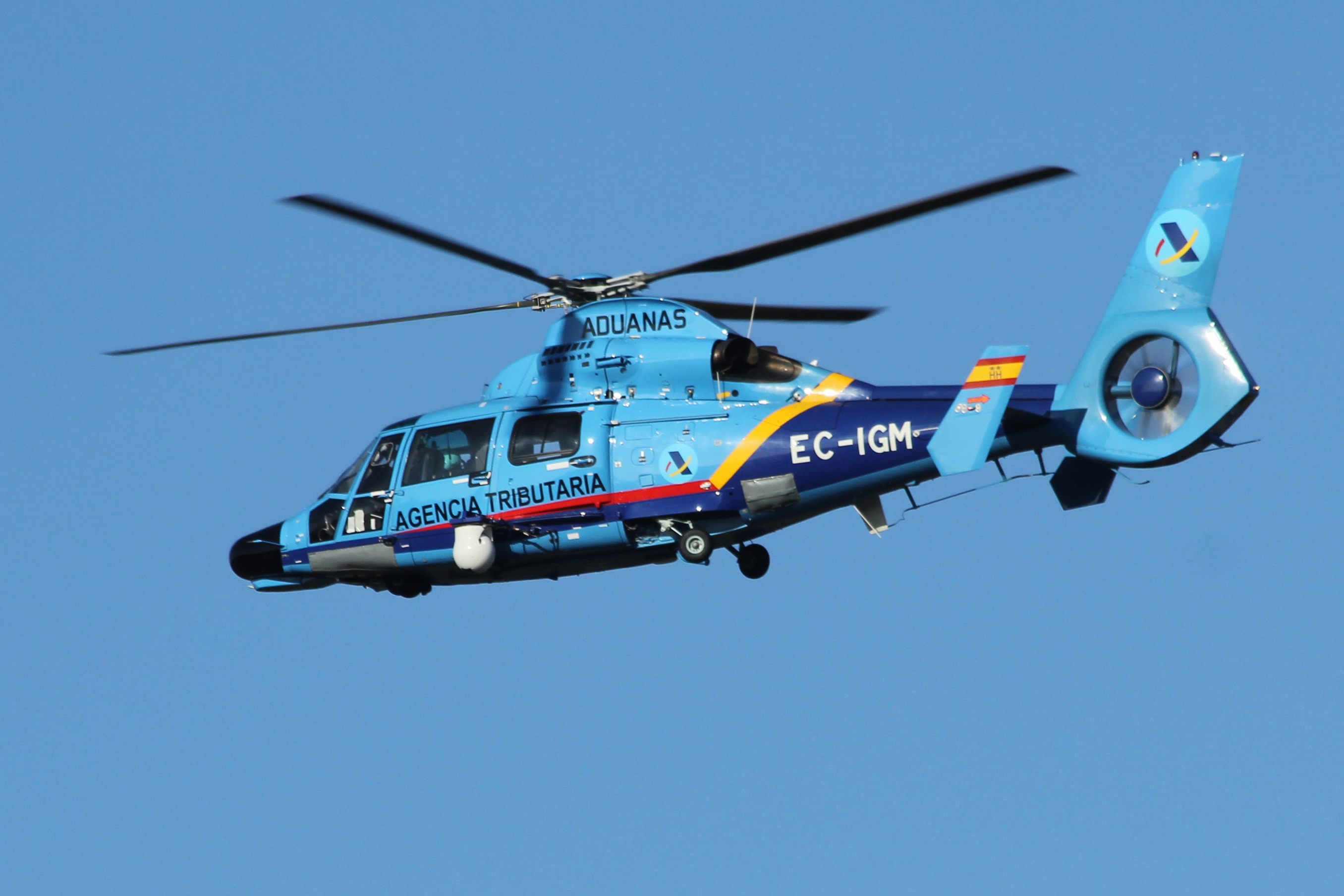
Una de las misiones del Ministerio es el control aduanero, el cual ejerce a través de un cuerpo policial propio, el Servicio de Vigilancia Aduanera (SVA), integrado en la Agencia Tributaria.

En 1992 nacerá la Agencia Estatal de Administración Tributaria (AEAT), organismo público encargado de la gestión del sistema tributario estatal y del aduanero, así como de los recursos de otras Administraciones y Entes Públicos, nacionales o de la Unión Europea. Su creación supone la armonización de la organización de la actividad tributaria con las prácticas seguidas en el resto del mundo.
En 1996, las competencias presupuestarias son equiparadas a las hacendísticas, creándose la Secretaría de Estado de Presupuestos y Gastos.
El 1 de enero de 1999 se crea la Eurozona al establecerse la moneda única europea, el euro (€), y el proceso concluyó el 31 de diciembre de 2001, cuando la peseta (₧) dejó de estar en curso legal en España tras más de 130 años. Desde ese momento, la política monetaria es gobernada por el Eurosistema, encabezado por el Banco Central Europeo (BCE) y por los bancos centrales de sus miembros.
Tras un breve lapso entre el año 2000 y 2004, el Ministerio de Hacienda se volvió a fusionar con el Ministerio de Economía, dando lugar, de nuevo, al Ministerio de Economía y Hacienda. Precisamente, fruto de esta unión, al dividirse los departamentos en el 2000, las competencias sobre el Tesoro Público, pasaron a la cartera de Economía, donde aun hoy residen.

#### Reformas por la crisis de 2008
En el año 2011, el nuevo presidente del Gobierno, Mariano Rajoy, disolvió el Ministerio de Administraciones Públicas e integró sus funciones en Hacienda. Con todas las competencias financieras y administrativas en un solo departamento y con Cristóbal Montoro de nuevo al frente de la cartera, este Ministerio se encargó de impulsar algunas de las principales medidas para hacer frente a la crisis económica, destacando tres:

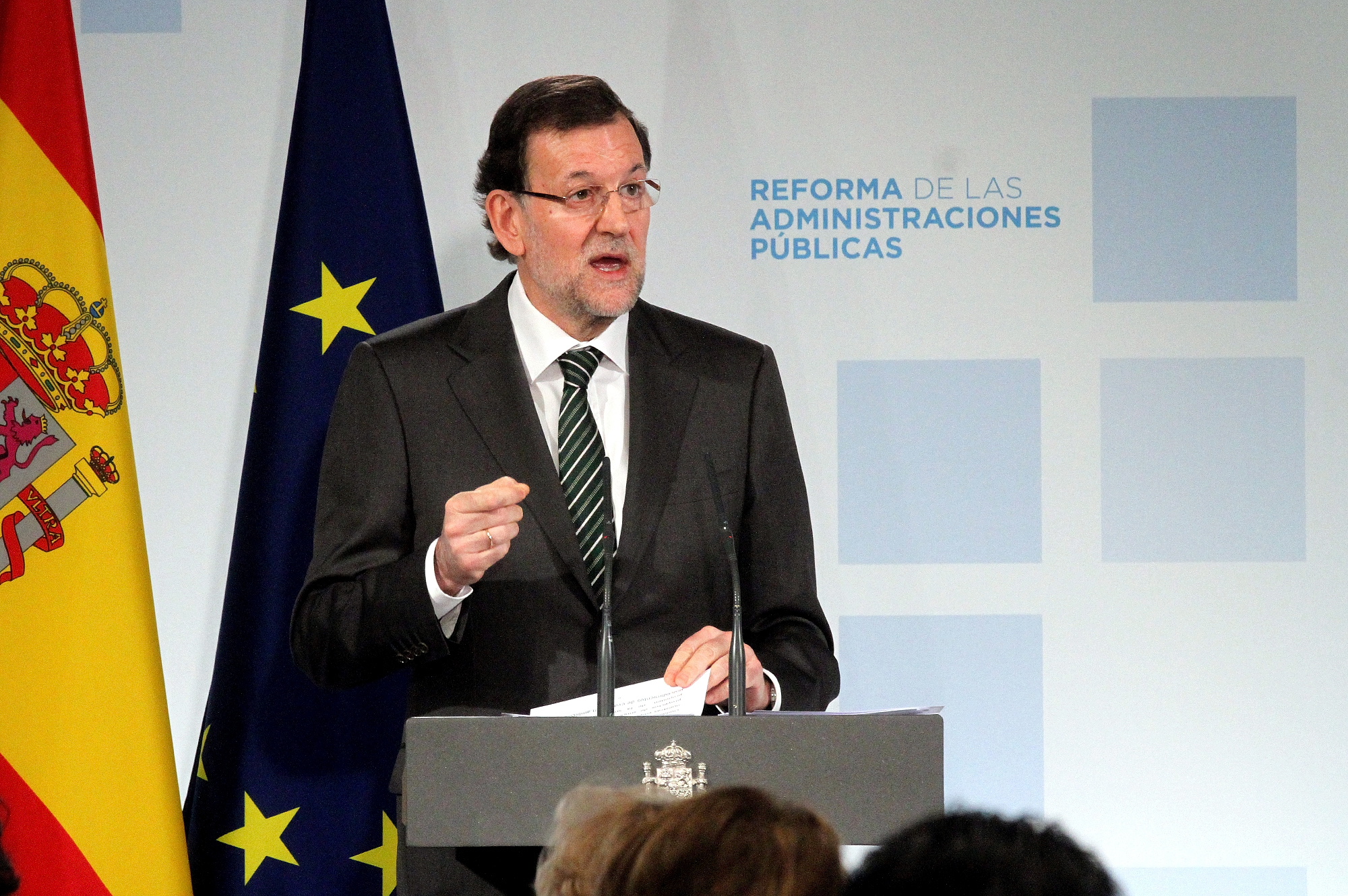
El presidente del Gobierno, Mariano Rajoy, presentando el informe CORA.

La primera de ellas fue concluir el proceso que inició el gobierno de José Luis Rodríguez Zapatero con la reforma del artículo 135 de la Constitución. Esta reforma, que incluía en la Carta Magna el concepto de «estabilidad presupuestaria» y daba prioridad al pago de la deuda, fue complementada con la aprobación en abril de 2012 de la Ley Orgánica de Estabilidad Presupuestaria y Sostenibilidad Financiera.
La segunda de ellas —en coordinación con el Ministerio de la Presidencia— fue la creación, por parte del Consejo de Ministros, de la Comisión para la Reforma de las Administraciones Públicas (CORA) en octubre de 2012, que desembocó en la aprobación, entre otras normas, de la Ley 15/2014, de 16 de septiembre, de racionalización del Sector Público y otras medidas de reforma administrativa, que suprimió, reformó y refundió numerosos organismos, simplificó procedimientos y reforzó el control sobre las cuentas bancarias de la Administración y los vehículos oficiales.
En tercer lugar, a mediados de 2012, el Gobierno impulsó la creación del Fondo de Liquidez Autonómica (FLA), que estuvo dotado inicialmente con 18 000 millones de euros para ayudar a las comunidades autónomas a encontrar liquidez en el contexto de la crisis económica española (2008-2014). Posteriormente, a partir de 2015 el FLA se integró en el nuevo Fondo de Financiación a Comunidades Autónomas que, junto con el Fondo de Financiación a Entidades Locales, son los dos principales mecanismos que tiene el Gobierno central para garantizar la sostenibilidad financiera del resto de administraciones.

#### Época reciente
En 2016 Hacienda pierde la competencia de relaciones con el resto de Administraciones Públicas en favor del Ministerio de la Presidencia, pero mantiene las relativas a Función Pública, pasando así a denominarse «Ministerio de Hacienda y Función Pública». Posteriormente, tras la moción de censura contra Mariano Rajoy y la formación del primer Gobierno de Pedro Sánchez en junio de 2018, el Ministerio volvió a perder las competencias en materia de Función Pública, recuperando el nombre tradicional de «Ministerio de Hacienda», pero las recuperó en 2021.
En 2020, el Ministerio perdió las competencias sobre regulación del juego y sobre clases pasivas, en favor de los Ministerios de Consumo y de Inclusión, Seguridad Social y Migraciones, respectivamente. Ese mismo año, debido a la pandemia de COVID-19 y la posterior respuesta de la Unión Europea, que estableció un fondo de recuperación, el Departamento adaptó su estructura para una mejor gestión de los fondos europeos, creando órganos como la Dirección General del Plan y del Mecanismo de Recuperación y Resiliencia o una Secretaría General de Fondos Europeos para supervisar tanto a la dirección general mencionada como a su homónima.
A finales de 2023, el Departamento volvió a ceder las competencias sobre función pública, esta vez en favor del Ministerio para la Transformación Digital y de la Función Pública.

## Estructura

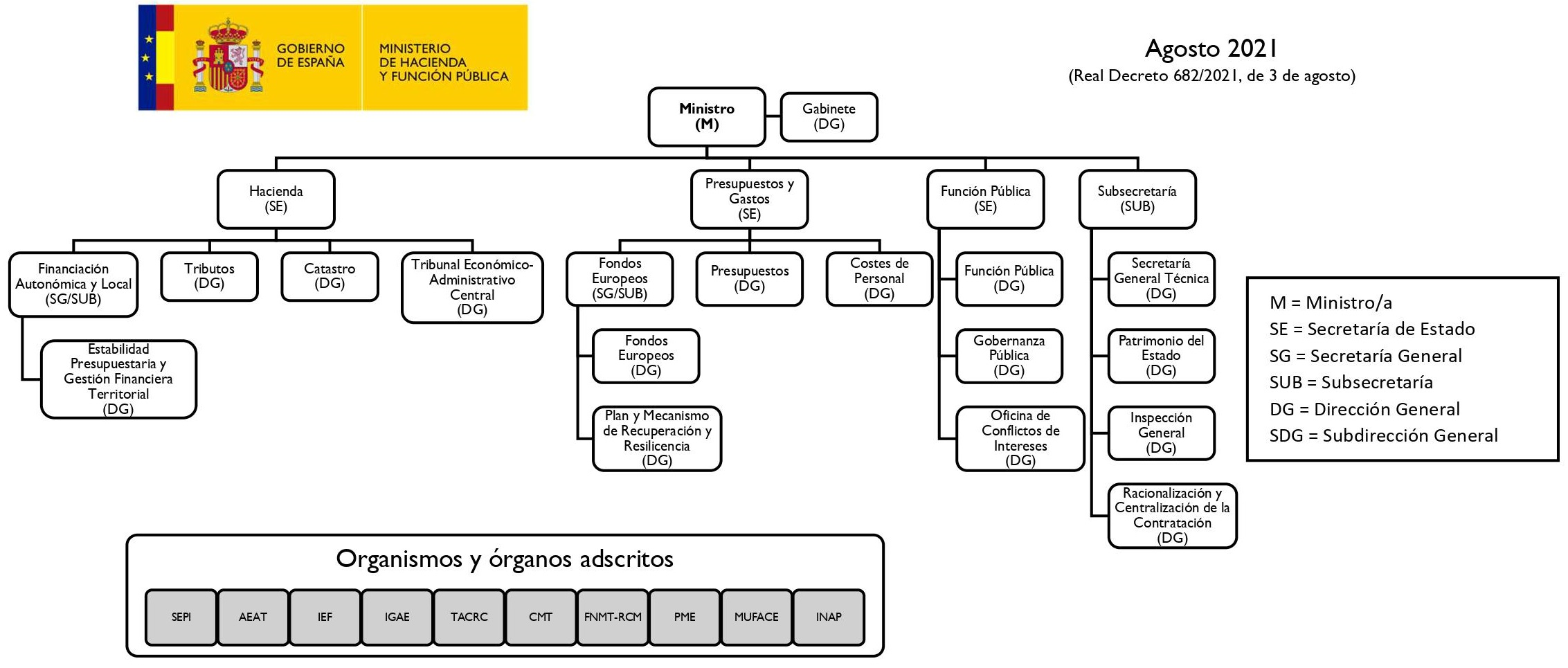
Organigrama del Ministerio (hasta dirección general). Agosto de 2021.

Este Ministerio se estructura en los siguientes órganos:
- La Secretaría de Estado de Hacienda.
  - La Secretaría General de Financiación Autonómica y Local, con rango de Subsecretaría.
    - La Dirección General de Estabilidad Presupuestaria y Gestión Financiera Territorial.

  - La Dirección General de Tributos.
  - La Dirección General del Catastro.
  - El Tribunal Económico-Administrativo Central, con rango de Dirección General.
- La Secretaría de Estado de Presupuestos y Gastos.
  - La Dirección General de Presupuestos.
  - La Dirección General de Costes de Personal.
  - La Intervención General de la Administración del Estado, con rango de Subsecretaría.
- La Subsecretaría de Hacienda.
  - La Secretaría General Técnica.
  - La Dirección General del Patrimonio del Estado.
  - La Inspección General del Ministerio de Hacienda.
  - La Dirección General de Racionalización y Centralización de la Contratación.
- La Secretaría General de Fondos Europeos.
  - La Dirección General de Fondos Europeos.
  - La Dirección General del Plan y del Mecanismo de Recuperación y Resiliencia.
- El Gabinete.
  - El Departamento de Comunicación.

### Adscripciones

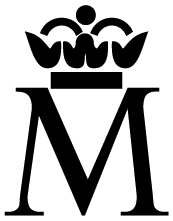
Marca de ceca de las monedas acuñadas en la Real Casa de la Moneda.

A través del titular del Ministerio:
- La Sociedad Estatal de Participaciones Industriales (SEPI).

A través de la Secretaría de Estado de Hacienda:
- La Agencia Estatal de Administración Tributaria (AEAT).
- El Instituto de Estudios Fiscales (IEF).
- El Consejo para la Defensa del Contribuyente.

A través de la Subsecretaría:
- El Tribunal Administrativo Central de Recursos Contractuales (TACRC).
- El Comisionado para el Mercado de Tabacos (CMT).
- La Fábrica Nacional de Moneda y Timbre-Real Casa de la Moneda (FNMT-RCM).
- El Parque Móvil del Estado (PME).
- Los Consorcios de Zona Franca y de Zona Especial Canaria.

Además, la Autoridad Independiente de Responsabilidad Fiscal (AIReF) y la Oficina Independiente de Regulación y Supervisión de la Contratación (OIReScon), se relacionan con el Gobierno a través del Departamento.

### Delegaciones de Economía y Hacienda
Además de lo anterior, el Departamento de Hacienda posee, repartidas por el territorio nacional, las llamadas Delegaciones de Economía y Hacienda. Estos órganos, que dependen orgánicamente de la Subsecretaría de Hacienda, tiene doble dependencia funcional: del Ministerio de Hacienda y del Ministerio de Asuntos Económicos y Transformación Digital. Su misión principal es la de acercar al ciudadano los servicios económicos y hacendísticos del Estado.

## Empresas públicas
El Ministerio de Hacienda es el principal propietario —aunque no el único— de las empresas públicas españolas de ámbito nacional. La mayoría de ellas están adscritas, bien a la Sociedad Estatal de Participaciones Industriales (SEPI), o bien al Grupo Patrimonio, un holding patrimonial de la Dirección General del Patrimonio del Estado (DGPE).

### SEPI

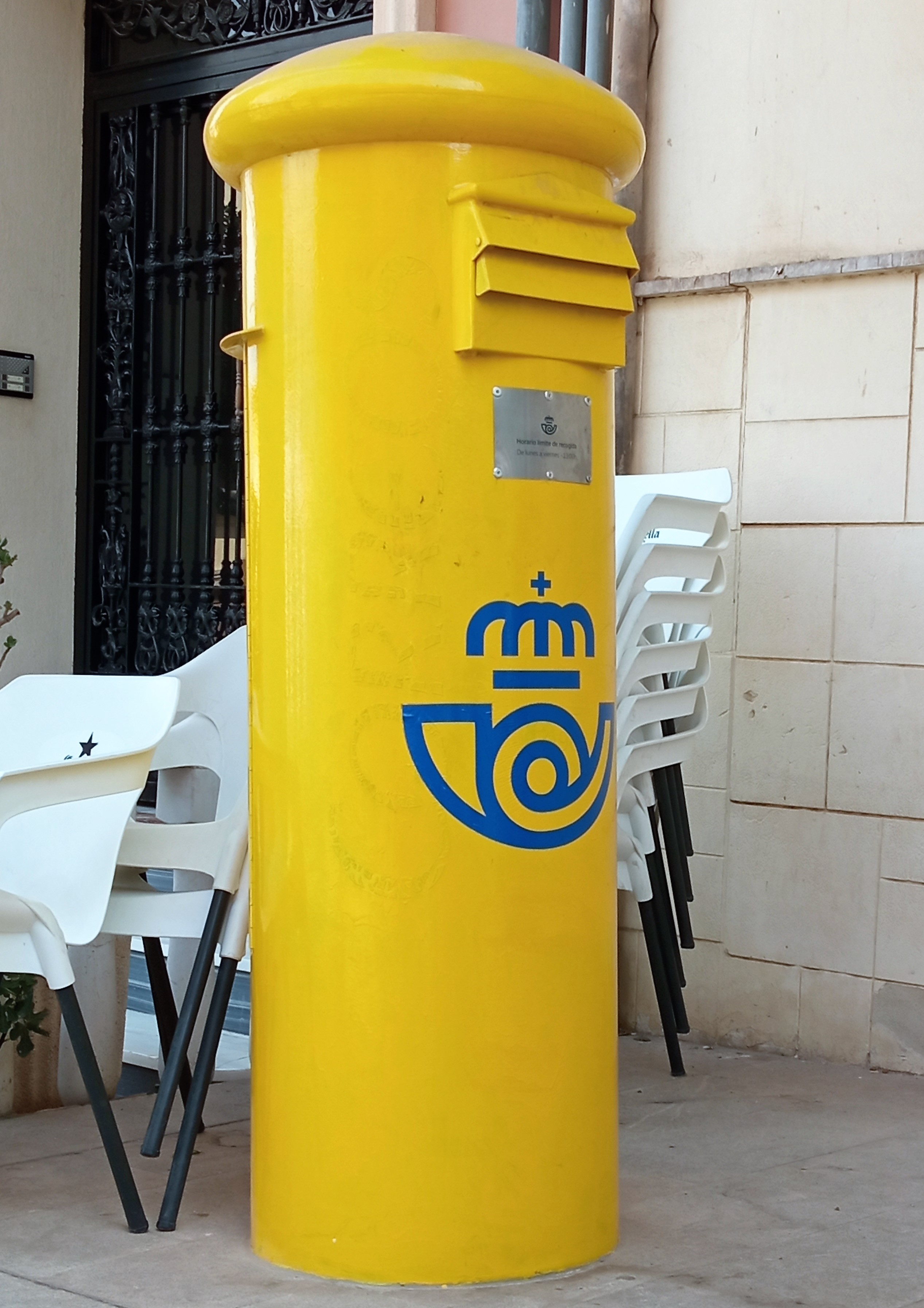
Dentro de la SEPI destaca Correos, siendo la mayor empresa pública con más de 50 000 empleados. En la imagen, un característico buzón de correos.

La Sociedad Estatal de Participaciones Industriales (SEPI) es el principal holding público de España. A través de este, el Gobierno de España gestiona sus participaciones en empresas tanto públicas como privadas. Es calificado como un «instrumento estratégico en la aplicación de la política diseñada por el Gobierno para el sector público empresarial».
Con datos de 2022, el Grupo SEPI daba trabajo a 79 507 personas, con una cifra de negocios de 5252 millones de euros, un beneficio neto de 43 millones y con presencia en todas las regiones españolas, así como en las ciudades autónomas de Ceuta y Melilla.

### Grupo Patrimonio
Una de las funciones de la Dirección General del Patrimonio del Estado es la gestión de algunas participaciones estatales en empresas, tanto públicas como privadas. Actuando de forma similar a la Sociedad Estatal de Participaciones Industriales (SEPI), la DGPE posee el «Grupo Patrimonio», a través del cual participa en dos docenas de empresas. Entre las empresas que forman este grupo, están Loterías y Apuestas del Estado, Paradores de Turismo o Cesce.

## Tesoro Público
A diferencia de lo que ocurre en otros países, en España, el Tesoro Público, es decir, la estructura estatal responsable de la gestión de la deuda pública, la regulación del sector financiero y las relaciones financieras internacionales, no depende del Ministerio de Hacienda, sino que se encuentra encuadrado en el Ministerio de Economía (MINECO). Esto es así desde el año 2000, cuando al separar ambos departamentos ministeriales, el Ministerio de Economía adquirió estas competencias.

## Sedes

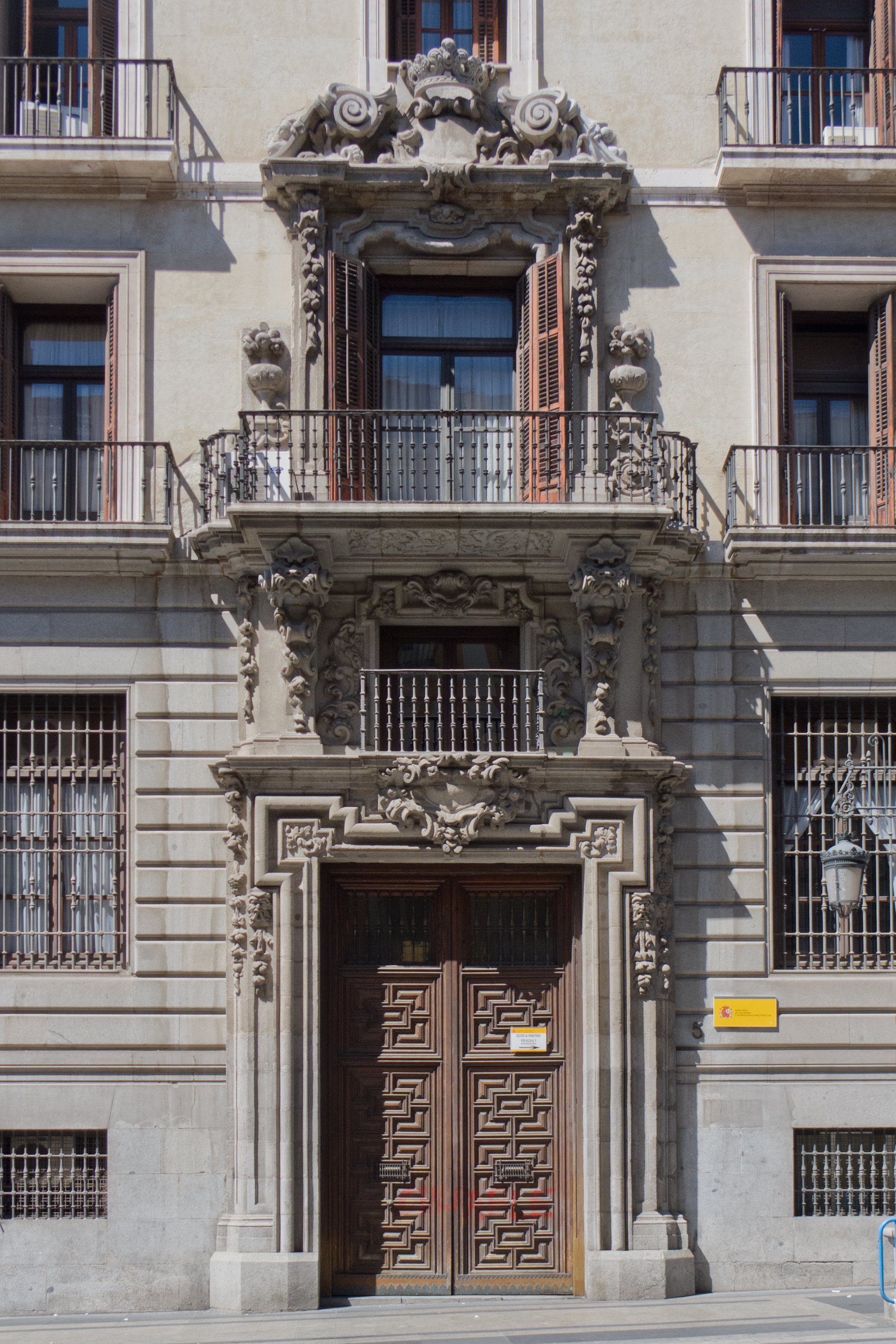
La portada del antiguo Palacio de Torrecilla, obra de Pedro de Ribera.

El Ministerio de Hacienda es uno de los departamentos más antiguos y con más servicios, y debido a su tamaño no se concentran en una única sede, sino que están repartidos en numerosos inmuebles, todos ellos en la ciudad de Madrid. Por supuesto, a estas sedes habría que añadir las de las Delegaciones de Economía y Hacienda y las de algunos organismos públicos de la Hacienda pública que se encuentran repartidos por todo el territorio nacional.

### Históricas
Junto con el resto de departamentos de la primigenia administración borbónica, la Veeduría General y el resto de organismos de la Hacienda pública tuvieron su sede en los sótanos del Real Alcázar hasta 1734, año en el que este se incendió y se trasladaron al Palacio del Buen Retiro. Estuvieron allí hasta aproximadamente 1764, año en el que se inaugura el nuevo Palacio Real de Madrid y se instalan allí los órganos administrativos de gobierno.
En el primer tercio del siglo XIX, las Secretarías de Estado habían crecido considerablemente y lo mismo había ocurrido con la familia del rey Carlos IV, por lo que en 1826 los ministerios –menos el de Estado– se reubicaron en el Palacio del Marqués de Grimaldi (llamado también Casa de los Ministerios, precisamente por este hecho, o Palacio de Godoy por ser uno de sus inquilinos Manuel Godoy). Tras un incendio en 1846, los distintos departamentos –salvo el de Marina– fueron encontrando nuevos emplazamientos.
Ese mismo año, el Ministerio de Hacienda encontró su nueva y definitiva sede en la Real Casa de la Aduana, edificio construido en la década de 1760 y diseñado por Francesco Sabatini para sustituir a la antigua sede de la Aduana Real de 1645.

### Actuales
La Real Casa de la Aduana, situada en la calle Alcalá de Madrid, es la sede central del Departamento de Hacienda desde 1846. En primer lugar, cabe destacar la obra llevada a cabo en 1944 por el arquitecto Miguel Durán Salgado, al que se le encargó ampliar la sede. Así lo hizo, y para ello demolió y levantó en el lugar que ocupaba el palacio del Marqués de Torrecilla un nuevo edificio que integró a esta. Este edificio posee hoy una puerta barroca que es la original del desaparecido palacio, atribuida a Pedro de Ribera. Asimismo, entre 1963 y 1965 se llevaron a cabo otras reformas, como la cubierta de uno de los patios laterales que hoy alberga la biblioteca y la construcción de una quinta planta.
Además de esta sede central, en la que están ubicados el despacho del ministro, la Secretaría de Estado de Hacienda y la Subsecretaría, debido al tamaño del Departamento, numerosos órganos están distribuidos en otras sedes de la ciudad de Madrid. En particular, los organismos del Ministerio, así como las empresas públicas, tiene, por lo general, sus propias sedes. En cuanto a otros órganos administrativos de relevancia, la Secretaría de Estado de Función Pública y sus órganos dependientes se sitúan en el Palacio de Adanero, mientras que la Secretaría de Estado de Presupuestos y Gastos y el Tribunal Económico-Administrativo Central están en el Complejo Cuzco. Otros, como la Dirección General del Catastro o la Secretaría General de Fondos Europeos, también tienen sedes propias.

## Titulares

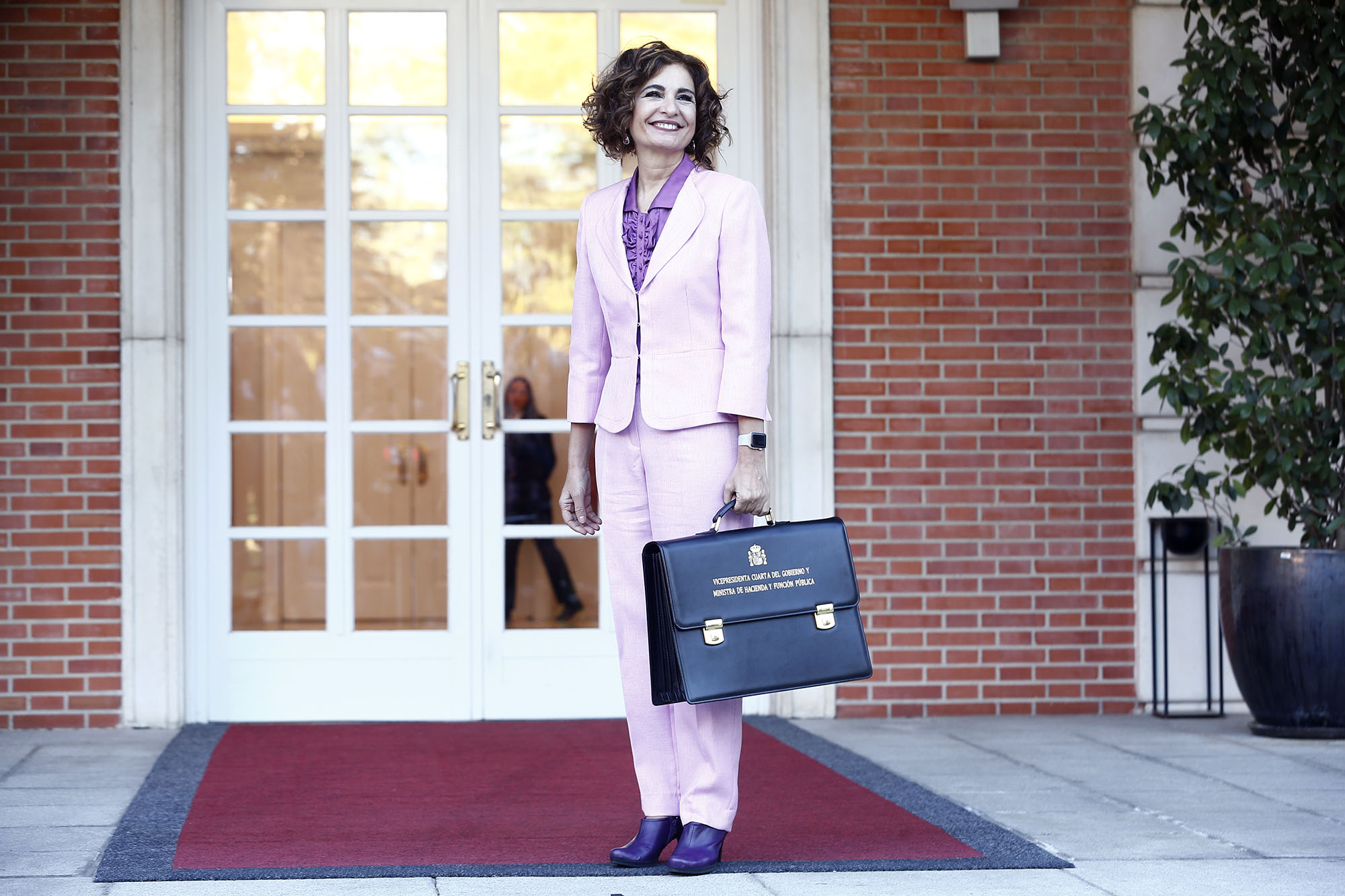
María Jesús Montero, actual titular del Ministerio.

Desde el siglo XVIII, en España existe de forma estable la figura del ministro de Hacienda, un alto cargo del Gobierno que es responsable principalmente de las finanzas públicas y del presupuesto público, sin perjuicio de que en diferentes épocas haya podido tener más. Asimismo, con anterioridad al cargo que conocemos hoy en día, han existido otros como el de superintendente general de Hacienda, que pueden asimilarse a lo que hoy conocemos como ministro de Hacienda.
Desde el 7 de junio de 2018, la titular de la cartera es María Jesús Montero, que con anterioridad había sido consejera de Hacienda y Administraciones Públicas de la Junta de Andalucía entre 2013 y 2018. Asimismo, desde diciembre de 2023 también es vicepresidenta primera del Gobierno.

## Presupuesto
Para el ejercicio 2024, el Ministerio de Hacienda tiene un presupuesto total de 19 342 millones de euros. De esos, 17 844 millones son gestionados directamente por los órganos centrales del Departamento y 1498 millones son gestionados por sus organismos públicos dependientes.
Además del presupuesto directo del Departamento, el Ministerio también gestiona y/o canaliza otro tipo de partidas presupuestarias:
- Aportaciones al Mutualismo Administrativo: 2379,5 millones a través de la Dirección General de Presupuestos.[61]
- Contratación centralizada: 317 millones a través de la Dirección General de Racionalización y Centralización de la Contratación.[62]

- Relaciones financieras con la Unión Europea: 18 043 millones a través de la Dirección General de Fondos Europeos.[63]
- Fondo de contingencia: 3964,4 millones a través de la Dirección General de Presupuestos.[64]
- Todo tipo de fondos para financiar las administraciones autonómicas y locales (secciones 36 a 38): 47 961,5 millones a través de la Secretaría General de Financiación Autonómica y Local.[65][66][67]

### Evolución
| Gasto consolidado del Ministerio de Hacienda desde el año 2002 Datos cada dos años, salvo el más reciente (en millones de euros) |
| |
| Fuente: Presupuestos Generales del Estado. Ministerio de Hacienda.                                                               |